# Paolo Boselli
Paolo Boselli (n. 8 iunie 1838, Savona, Liguria, Italia – d. 10 martie 1932, Roma, Regatul Italiei) a fost un politician italian care a fost cel de-al 34-lea prim-ministru al Italiei, din timpul Primului Război Mondial.

## Biografie
Boselli s-a născut la Savona, Liguria.
Boselli a fost primul profesor de științe financiare la Universitatea din Roma înainte de a intra în politică. A servit timp de 51 de ani ca deputat parlamentar al dreptei liberale și ca senator din 1921.
A fost numit ministru al Educației în 1888. Boselli a reorganizat Banca Italiei cu următorul său portofoliu, ca ministru al Trezoreriei în 1899. De asemenea, a făcut parte din guvernul lui Sidney Sonnino din 1906.
În iunie 1916 era un politician de centru-dreapta relativ neimportant, fără să iasă în evidență, și unul dintre cei mai vechi membri ai parlamentului italian, la momentul când a fost numit prim-ministru, în urma prăbușirii guvernului Salandra ca urmare a înfrângerilor militare.
Guvernul său a căzut în octombrie 1917 ca urmare a înfrângerii militare din Bătălia de la Caporetto, în care Italia a pierdut aproximativ 800.000 de oameni, toate cuceririle făcute până la momentul respectiv în Primul Război Mondial, precum și Friuli și părți din Veneto. Boselli a fost un susținător puternic al generalului Luigi Cadorna, care a fost de asemenea concediat în urma dezastrului de la Caporetto.
În timpul lui Boselli ca prim-ministru a fost adoptat un decret, în august 1917, care a extins principiul asigurării obligatorii împotriva accidentelor la toți muncitorii agricoli.
A murit la Roma la 10 martie 1932 și a fost înmormântat la Torino.

## Onoruri

### Onoruri italiene
- Cavaler al Ordinului Suprem al Sfintei Annunziate — 1915
- Cavaler de Mare Cruce decorat cu Marele Cordon al Ordinului Sfinților Maurice și Lazăr — 1915
- Cavaler de Mare Cruce decorat cu Marele Cordon și Cancelar al Ordinului Coroana Italiei — 1915

### Onoruri străine
- Cavaler de Mare Cruce al Ordinului Vulturul Roșu (Imperiul German)
- Cavaler de Mare Cruce al Ordinului Scanderbeg (Regatul Albaniei) — 21 ianuarie 1928
- Cavaler de Mare Cruce al Ordinului Regal Albert de Saxonia (Regatul Saxonia)
- Mare Ofițer al Ordinului Leopold (Belgia)
- Comandant de număr al Ordinului lui Carol al III-lea (Spania)
- Comandant al Ordinului Coroanei Prusiei (Imperiul German)
- Ofițer al Ordinului Legiunii de Onoare (Franța)
- Cavaler de Mare Cruce al Ordinului Isabellei Catolica (Spania)
- Cavaler al Ordinului Imaculata Concepție de la Vila Viçosa (Portugalia)

## Opere
- Le droit maritime en Italie, Turin, Imprimerie Roux & Favale, 1885
- Discorsi e scritti varii, Savona, Domenico Bertolotto e Comp., 1888
- Sull'istruzione secondaria classica, Roma, Tipografia di Enrico Sinimberghi, 1889
- La patria negli scritti e nei discorsi di Paolo Boselli, Firenze, G. Barbera, 1917
- Discorsi di guerra, Roma, Tipografia delle Mantellate, 1917
- L'Ordine mauriziano: dalle origini ai tempi presenti, Torino, Officina grafica elzeviriana, 1917
- Discorsi e scritti, Torino, Tipografia Baravalle e Falconieri, 1915-1927
- Per la Dante e per la vittoria, Cingoli, Premiata Stamperia F. Luchetti, 1924
- Torino: guida della città attraverso i tempi, le opere, gli uomini: 1928, Torino, Bona, 1928
- Antologia, Torino, S. Lattes & C., 1932
- Epigrafi", Torino, Ediz. S.E.L.P., 1932
- Discorsi per la "Dante Alighieri", Torino, Chiantore, 1932
- Discorsi politici e civili, Torino, Chiantore, 1932
- Discorsi storici e commemorativi, Torino, Chiantore, 1932